# Филип Франц фон Даун-Фалкенщайн
Филип Франц фон Даун-Фалкенщайн (на немски: Philipp Franz von Dhaun-Falkenstein; † 1616) от линията „Даун-Фалкенщайн“ на фамилията „Даун“, е граф на Даун-Фалкенщайн, господар на Оберщайн.

## Произход
Той е най-големият син граф Себастиан фон Даун-Фалкенщайн († сл. 1558) и съпругата му вилд и Рейнграфиня Елизабет фон Залм-Даун-Нойфвил (1540 – 1579), дъщеря на Филип Франц фон Залм-Даун-Нойфвил (1518 – 1561) и Мария Египтиака фон Йотинген-Йотинген (1520 – 1559). Брат е на Филип Фридрих фон Даун († 23 май 1615), домхер в Кьолн 1613 г., и на Маргарета Сидония фон Даун, омъжена на 14 май 1587 г. във Вестхофен за граф Лудвиг фон Йотинген-Йотинген (* 30 юни 1559; † 31 март 1593).
Филип Франц фон Даун-Фалкенщайн умира през 1616 г. и е погребан в Оберщайн.

## Фамилия
Филип Франц фон Даун-Фалкенщайн се жени ок. 1593 г. (ок. 1600 г.) за алтграфиня Елизабет фон Залм-Райфершайт (* 5 октомври 1571; † ок. 1616), дъщеря на граф и алтграф Вернер фон Залм-Райфершайт (1545 – 1629) и графиня Анна Мария фон Лимбург (1543 – 1637). Те имат децата:
- Йохан Ото († 1606, Рим), домхер в Кьолн 1606
- Франц Кристоф († 4 октомври 1636, в битка при Вербен-Шанце)
- Лотар († 1633, в битка при Витсток)
- Мария Сидония (* ок. 1604/1605; † 3 май 1675, Диденхофен), омъжена I. на 21 октомври 1624 г. за граф Адам Филип фон Кронберг-Хоенгеролдсек (* ок. 1599; † 3 август 1634), II. на 29 септември 1636 г. в Кастелаун за маркграф Херман Фортунат фон Баден-Родемахерн (* 23 януари 1595; † 5 януари 1665)